# Список заслуженных тренеров СССР (самбо)
Почётное спортивное звание, присваивалось в 1956—1992 годах.
| 1957 год |                                |            |  |           |               |  |
| 1        | Васильев Иван Васильевич       | ??.06.1957 |  | Ленинград | «Динамо»      |  |
| 1958 год |                                |            |  |           |               |  |
| 1        | Харлампиев Анатолий Аркадьевич | ??.05.1958 |  | Москва    | «Буревестник» |  |
| 1960 год |                                |            |  |           |               |  |
| 1        | Андреев Владлен Михайлович     | ??.??.1960 |  |           |               |  |
| 2        | Чумаков Евгений Михайлович     | ??.??.1960 |  |           |               |  |
| 1963 год |                                |            |  |           |               |  |
| 1        | Маслов Василий Фёдорович       | ??.??.1963 |  |           |               |  |
| 1964 год |                                |            |  |           |               |  |
| 1        | Ниниашвили Христофор Иванович  | ??.02.1964 |  | Тбилиси   |               |  |

## 1965
- Звягинцев, Георгий Николаевич

## 1968
- Волощук, Ярослав Иванович

## 1970
- Папиташвили, Гурам Михайлович 15.4.1934

## 1971
- Мазиашвили, Бидзина Дмитриевич 9.5.1928

## 1973
- Хмелев, Анатолий Алексеевич

## 1976
- Лукичёв, Александр Васильевич

## 1977
- Курицын, Юрий Михайлович
- Мищенко, Борис Павлович

## 1981
- Айрапетян, Левон Михайлович 9.10.1943
- Бурдиков, Михаил Геннадьевич
- Евтушов, Михаил Фёдорович
- Козицкий, Николай Михайлович
- Метелица, Валерий Андреевич
- Чичваркин, Евгений Васильевич

## 1982
- Борисочкин, Юрий Фёдорович
- Ионов, Станислав Фёдорович
- Петров, Николай Фёдорович

## 1984
- Купин, Сергей Иванович
- Рудман, Давид Львович
- Сорванов, Виктор Александрович

## 1986
- Жахитов, Марат Нурмуханбетулы
- Песоченский, Виктор Юрьевич 1952

## 1987
- Козлов, Александр Александрович 19.05.1942
- Косоев, Сократ Милаевич 1939—1997

## 1989
- Сенько, Виталий Минович 12.11.1939
- Хапай, Арамбий Юсуфович

## 1990
- Медведев, Николай Леонидович[4]
- Осадчинский, Андрей Георгиевич
- Севоян, Гурген Сергеевич[5]

## 1991
- Аладышев, Сергей Иванович
- Амплеев, Вячеслав Семёнович
- Голяков, Виктор Иванович
- Никишкин, Василий Александрович

## неизв
- Авдеев, Виктор Дмитриевич 01.06.1926 — 09.07.1986[6]
- Дога, Андрей Андреевич
- Коновалов, Вячеслав Михайлович 7.3.1946
- Перчик, Василий Троянович
- Полукаров, Анатолий Александрович 1938
- Грозин (Соловьев), Василий Романович 18.10.1939 — 12.11.2019
- Чернигин, Александр Николаевич
- Чибичьян, Хорен Лусегенович
- Шульц, Генрих Карлович